# 戈九章
戈九章（1513年—？），字惟衷，號蒲泉，錦衣衛匠籍，直隸蘇州府吳縣人，明朝政治人物。

## 生平
嘉靖十九年（1540年）庚子科順天鄉試第四十八名舉人，二十三年（1544年）中式甲辰科會試第一百七十四名，二甲第三十一名進士。歷官河南南陽府知府、陝西苑馬寺少卿。

## 家族
始祖惟善公，永樂年间由浙之嘉兴徙居景州之连窝镇。曾祖戈寧；祖父戈瑀；父戈裕，鴻臚寺司賓署署丞。母雷氏。族弟戈九疇，浙江嚴州府知府。